# Neufeld (Glücksburg)
Neufeld (dänisch: Nymark) ist ein Ort der Gemeinde Glücksburg. Bei Neufeld befand sich früher, genauso wie im zwei Kilometer westlich entfernten Meierwik, ein Meierhof, weshalb der Ort früher auch: Meierhof (dänisch: Mejergaard) oder Neuer Meierhof (dänisch: Ny Mejergaard) genannt wurde.

## Lage
Neufeld liegt am nördlichen Rand von Ulstrupfeld, auf der Nordseite der Flensburger Straße, die vom Ort Glücksburg nach Wees verläuft. Östlich vom Neufeld liegt Ruhetal. Westlich und nördlich bei Neufeld befindet sich die Waldkante des Tremmeruper Waldes. Direkt westlich bei den Häusern von Neufeld unterläuft im Übrigen der Fluss Schwennau die Flensburger Straße.

## Geschichte
Im Jahr 1582 lebte dort auf dem Hof der örtliche Prediger. Im 18. Jahrhundert wurde der Glücksburger Alte-Meierhof (beziehungsweise Westerwiek) aufgehoben. Die Ländereien südöstlich des Tremmeruper Waldes bei der Schwennau nahe Glücksburg erhielten 1773 den Namen Neufeld und wurden dem dort angelegten Hof zugeschlagen, der den Namen Neuer Meierhof erhielt.  Kurz darauf, im Jahr 1784, wurde dieser Hof wieder niedergelegt und parzelliert.
Auf einer Karte der dänischen Landesaufnahme von 1857/58 war der Ort, der damals offensichtlich nur aus den wenigen Gebäuden des Neuen Meierhofes bestand, unter dem Namen Mejergaard eingezeichnet. Auf der Karte der Preußischen Landesaufnahme von 1879 war der Ort als „Neuhof“ verzeichnet. Um 1890 bestand Neufeld offenbar schon aus mehreren, einzelnen Häusern. Die aktualisierte Gebietskarte von 1926 wies den Ort dann schließlich als „Neufeld“ aus. Auf heutigen Gebietskarten trägt der Ort durchgehend den Namen Neufeld.